# Johann Gottfried Wülfing
Johann Gottfried Wülfing (* 1682 in Elberfeld (heute Stadtteil von Wuppertal); † Februar 1731 ebenda) war Bürgermeister von Elberfeld.
Wülfing wurde als Sohn des Bürgermeisters von 1694, Gottfried Wülfing (1633–1695) und dessen Ehefrau Christina Schopmann (1644–1736) geboren. Getauft wurde er am 3. Mai 1782 in Elberfeld. Auch sein Großvater, Daniel Wülfing (1608–1684), war 1663 Bürgermeister der Stadt gewesen. Auch der Großvater mütterlicherseits, Gerhard Schopmann, hatte 1666 dieses Amt bekleidet, ebenso einer seiner Urgroßväter, Johannes Kirberg († 1641). Wülfing heiratete im April 1710 Christina Gertrud Teschemacher (1691–1747), mit der er vier Kinder hatte.
Wülfing war wie sein Vater als Kaufmann in Elberfeld tätig und wurde 1717 erstmals zum Bürgermeister vorgeschlagen. Im Jahr 1718 war er Ratsmitglied und in den beiden Jahren darauf Gemeinsmann. Für das Jahr 1729 wurde er zum Bürgermeister vorgeschlagen und ins Amt gewählt. Im Jahr 1730 wurde er somit Stadtrichter. Im Februar 1730 starb er, die Beerdigung fand am 20. Februar statt.